# Grevinnan av Monte Cristo
Grevinnan av Monte Cristo är en tysk komedifilm från 1932 i regi av Karl Hartl med manus av Walter Reisch. Filmen gjordes 1934 i en amerikansk version med Fay Wray i huvudrollen. 1948 spelades ytterligare en amerikansk version in med Sonja Henie i huvudrollen. Den svenska biopremiären skedde på biograf Olympia i Stockholm.

## Handling
Jeanette och Mimi arbetar som filmstatister utan utsikter till att slå igenom. När de vid en filminspelning får möjlighet att köra en flott bil, trampar Jeanette på gasen och de rymmer med den och tar in på ett flott sporthotell under pseudonymer, Jeanette som grevinnan av Monte Cristo. Men två bedragare dyker upp på hotellet som genomskådar de båda kvinnorna.

## Rollista
- Brigitte Helm - Jeanette Heider
- Rudolf Forster - Rumowski
- Lucie Englisch - Mimi
- Gustaf Gründgens - Hochstapler
- Oskar Sima - Spitzkopf
- Mathias Wieman - Stephan Riehl
- Ernst Dumcke - filmregissör
- Hans Junkermann - hotelldirektör
- Theo Lingen - servitör
- Max Gülstorff - förläggare
- Karl Etlinger - tidningsredaktör
- Harry Hardt - kommissarie
- Karl Platen - nattportier